# Список номинантов на премию «Большая книга» 2023 года
Список номинантов на премию «Большая книга», попавших в длинный список (лонг-лист) премии в сезоне 2022—2023. 
В 2023 году на конкурс номинировано 322 произведения из 73 городов России и 17 стран мира. Из них в длинный список вошло 51 произведение.
Список представлен в следующем виде — Победители, Список финалистов (кроме Победителей), Длинный список (кроме Победителей и Списка финалистов). Для каждого номинанта указано название произведения, а для рукописей — их авторы (по возможности).

## Победители
1. Евгений Водолазкин — роман «Чагин», Первое место
2. Юрий Буйда — роман «Дар речи», Второе место
3. Алексей Сальников — роман «Оккульттрегер», Третье место
4. Фонд социально-экономических и интеллектуальных программ Сергея Филатова (Фонд СЭИП) — Специальный приз «За вклад в литературу»
5. Анастасия Шевченко (литературный обозреватель, редактор издательства «Альпина.Проза») — премия «_Литблог» за блог «Заметки панк-редактора»[5]

## Список финалистов
1. Василий Авченко — документальная проза «Красное небо. Невыдуманные истории о земле, огне и человеке летающем»
2. Оксана Васякина — роман «Роза»
3. Эдуард Веркин — роман-дилогия «снарк снарк. Книга 1: Чагинск», «снарк снарк. Книга 2: Снег Энцелада», Приз читательских симпатий (третье место)
4. Михаил Визель — документальная проза «Создатель. Жизнь и приключения Антона Носика, отца Рунета, трикстера, блогера и первопроходца, с описанием трёх эпох Интернета в России»
5. Дмитрий Захаров — роман «Комитет охраны мостов», Приз читательских симпатий (второе место)
6. Алексей Колмогоров — роман «ОТМА. Спасение Романовых»
7. Евгений Кремчуков — роман «Волшебный хор»
8. Родион Мариничев — повесть «Комендань»
9. Хелена Побяржина — роман «Валсарб»
10. Захар Прилепин — документальная проза «Шолохов. Незаконный», Приз читательских симпатий (первое место)
11. Михаил Турбин — роман «Выше ноги от земли»
12. Александра Шалашова — роман «Салюты на той стороне»

## Длинный список
1. Ольга Аникина — роман «Назови меня по имени»
2. Михаил Бару — сборник рассказов «Скатерть английской королевы»
3. Павел Басинский, Екатерина Барбаняга — роман «Алиса в русском Зазеркалье»
4. Александр Баунов — документальная проза «Конец режима: Как закончились три европейские диктатуры»
5. Ксения Буржская — роман «Пути сообщения»
6. Александр Бушковский — роман «Ясновидец Пятаков»
7. Пётр Воротынцев — повесть «Заведение»
8. Николай Гаврилов — повесть «Утешение»
9. Дмитрий Гаричев — роман «Lakinsk Project»
10. Рагим Джафаров — роман «Марк и Эзра 2.0»
11. Андрей Дудко — роман «Последователь»
12. Олег Ермаков — роман «По дороге в Вержавск»
13. Виталий Захарцов — роман «Молодильник ЗИЛ для хранения продуктов в безвремении»
14. Шамиль Идиатуллин — роман «До февраля»
15. Михаил Квадратов — роман «Отравленным место в раю»
16. Павел Кренёв — сборник рассказов «Энциклопедия Русского Поморья в очерках и рассказах коренного помора»
17. Саша Кругосветов — роман «Полёт саранчи»
18. Лев Кузьминский — роман «Привет, заморыши!»
19. Екатерина Манойло — роман «Отец смотрит на запад»
20. Александр Мелихов — роман «Сапфировый альбатрос»
21. Сергей Миронов — повесть «Пагубная страсть»
22. Евгений Попов, Михаил Гундарин — документальная проза «Василий Макарович»
23. Алексей Рачунь — роман «Почему Мангышлак»
24. Андрей Рубанов — документальная проза «Анастас Микоян. От Ленина до Кеннеди»
25. Кирилл Рябов — сборник повестей и рассказов «Лихо»
26. Анатолий Словцов — повесть «Сюжет и фабула не совпадают»
27. Анастасия Сопикова — сборник рассказов «Тоска по окраинам»
28. Андрей Тавров — роман «Снигирь»
29. Арсен Титов — роман «Так компоновал Веронезе»
30. Виктория Токарева — сборник рассказов «Внутренний голос»
31. Гала Узрютова — роман «Которые»
32. Дмитрий Фалеев, Евгения Варенкова — роман «Формула всего»
33. Ислам Ханипаев — роман «Холодные глаза»
34. Виктория Черножукова, Владимир Веретенников — роман «Частные случаи ненависти и любви»
35. Татьяна Чернышёва — роман «Дочь предателя»
36. Светлана Шнитман-МакМиллин — документальная проза «Георгий Владимов: бремя рыцарства»